# Cuide de Vila Verde
Cuide de Vila Verde es una freguesia portuguesa del concelho de Ponte da Barca, en el distrito de Viana do Castelo con 3,71 km² de superficie y 344 habitantes (2011). Su densidad de población es de 92,7 hab/km².